# Н’Гатта, Анж Лоик
Анж-Лоик Н’Гатта (фр. Ange-Loïc N'Gatta; род. 11 декабря 2003) — ивуарийский футболист, защитник клуба «Гренобль».

## Клубная карьера
Н’Гатта — воспитанник клуба «Орлеан». В 2021 году он начал выступать за команду дублёров. В 2022 году Анж-Лоик перешёл в «Осер», где начал выступать за дублирующий состав. 12 августа 2023 года в матче против «Амьена» он дебютировал за основной состав в Лиге 2. По итогам сезона игрок помог клубу выйти в элиту. 19 января 2025 года в матче против «Анже» он дебютировал в Лиге 1.
В 2025 году Н’Гатта перешёл в «Гренобль».